# Železniční trať Užhorod – Haniska pri Košiciach
Železniční trať Užhorod – Haniska pri Košiciach, nazývaná též Širokorozchodná trať nebo krátce ŠRT, je trať o rozchodu 1 520 mm spojující ukrajinskou železniční síť s železárnami U. S. Steel Košice. Trať slouží výhradně nákladní dopravě a hlavním přepravovaným substrátem je železná ruda. Provoz byl zahájen roku 1966 a o dvanáct let později proběhla i kompletní elektrizace, umožňující dále zvýšit objem přepravovaného materiálu. Slovenský úsek je ve správě ŽSR. Velká většina vlaků na trati je vedena dvojdílnými elektrickými lokomotivami řady 125.8 dopravce ZSSK Cargo.

## Historie
Během padesátých a počátku šedesátých let došlo v Československu k prudkému rozvoji těžkého průmyslu, především hutí na Ostravsku a v Kladně. Tyto podniky však také vyžadovaly dovoz velkého objemu surovin, především železné rudy, která byla nakupována výhradně ve spřáteleném Sovětském svazu. Nově elektrizovaná Trať družby ze Žiliny přes Košice do Čierné nad Tisou ale pro přepravu enormního množství komodit (jen pro hutní provozy bylo nutné denně dovézt 50–70 000 tun rudy) nestačila, a tak se hledalo jiné řešení.
Po zvážení několika možností (jako např. stavby širokorozchodné trati, navazující na sovětskou síť, přes Slovensko až do Ostravy) byl nakonec schválen plán stavby zcela nových železáren „na zelené louce“ poblíž Košic. Dopravu rudy do nich měla obstarat taktéž nově postavená trať z Ukrajiny. Zároveň mělo tímto krokem dojít k odlehčení jediného styčného místa mezi ČSSR a SSSR, kterým byl hraniční přechod Čop – Čierna nad Tisou.
První přeshraniční úsek trati z Užhorodu do Maťovců byl dokončen už v roce 1960 (ještě před začátkem stavby železáren), aby tudy mohl být navážen materiál a stroje na stavbu trati. Samotná výstavba byla zahájena v roce 1964 a k oficiálnímu otevření trati došlo 11. května 1966, přesto ale trať ještě vyžadovala dokončovací práce a úpravy a pravidelný provoz započal až v prosinci téhož roku, stejně jako výroba ve Východoslovenských železárnách. Zpočátku dopravu zajišťovaly motorové lokomotivy řady 781 v širokorozchodném provedení, kterých sem bylo dodáno celkem 25. Vozba těžkých rudných vlaků (navíc často velmi přetížených) však trať neúměrně zatěžovala a v kombinaci s místy podmáčeným podložím byla už po několika letech v tak havarijním stavu, že bylo nutné na čas úplně přerušit provoz kvůli opravám. Ani výkony lokomotiv nebyly slavné – i kvůli obtížným sklonovým poměrům (především v úseku mezi výhybnami Trebišov a Slančík) jich bylo na dopravu jednoho loženého vlaku potřeba až šest. Proto byla roku 1972 schválena elektrizace trati a zesílení svršku. Speciálně pro tuto trať byly také v plzeňské Škodovce vyrobeny nové dvojdílné elektrické lokomotivy, označené řadou E 469.5 (později označené 125.8) a jezdící zde pod hlavičkou státního dopravce ZSSK Cargo i ve 20. letech 21. století. Do Trebišova se začalo zkušebně jezdit elektricky od prosince 1976, elektrický provoz ve slovenské části trati byl zahájen 3. února 1978, na přeshraničním úseku pak 27. května téhož roku.
Nedostatečná údržba a krádeže se podepsaly na stavu trati i po elektrizaci a počátkem 90. let byla téměř ve čtvrtině délky trati zavedena rychlost snížená až na 30 km/h nebo méně. Proto byla mezi lety 1992 a 1996 provedena rozsáhlá rekonstrukce, při které byla opravena nejvíce postižená místa a maximální rychlost opět zvýšena.
V roce 2010 podepsaly ruské, ukrajinské, slovenské a rakouské železnice dohodu o přípravě prodloužení této trati až do Vídně. Trať měla být hotova v roce 2016. 5. července 2013 o takové trati s úsekem i přes Maďarsko podepsaly železniční správy Ruska, Ukrajiny, Slovenska a Rakouska dohodu o porozumění.

## Současnost
Na trati nikdy nebyly provozovány osobní vlaky (kvůli obvykle velké vzdálenosti výhyben od lidských sídel k tomu ani není uzpůsobena) a slouží dodnes pouze nákladním vlakům. Denně po ní projíždí 5–6 párů vlaků ložených železnou rudou pro košické železárny, která je dopravována z dolů v ukrajinské Poltavské oblasti. Vlaky jsou vedeny výhradně lokomotivami řady 125.8 ve dvojicích, u rudných vlaků je kvůli jejich hmotnosti kolem 4 500 tun nutný postrk další dvojicí v úseku Trebišov – Slančík. Slovenské lokomotivy vlak přebírají od strojů řad VL10 či VL11 až na výjimky v pohraniční stanici v Maťovcích. Jízdní doba v úseku Maťovce – Haniska pri Košiciach je obvykle okolo tří hodin. V přeshraničním úseku mezi Užhorodem a Maťovcemi jsou provozovány i směsné nákladní vlaky, které jsou zde převazovány, nebo je jejich náklad přeložen do slovenských vozů a dále pokračuje po tratích normálního rozchodu.[zdroj?]
Kromě téměř výhradní přepravy železné rudy jsou na trati v malé míře přepravovány i jiné komodity, státní ZSSK Cargo dopravuje vlaky s uhlím do elektrárny ve Vojanech a nově zde také začaly jezdit vlaky soukromého dopravce SŽDS, vozící kontejnery z terminálu ve Veľké Idě u Košic. Tyto vlaky jsou vedeny lokomotivami řady 770. V minulosti bývala obsluhována také vlečka trebišovské vagónky, dnes sem ale zajíždějí pouze vlaky normálního rozchodu. V malé míře je v provozu také přeprava plynů a dalších chemických látek pro průmyslové podniky v Trebišově pomocí manipulačního vlaku, zaváděného podle potřeby a vedeného taktéž motorovou lokomotivou.[zdroj?]
Širokorozchodné lokomotivy jezdící na trati jsou deponovány v depu v Hanisce pri Košiciach, které bylo pro tento účel rozšířeno. Vyjma lokomotiv řady 125.8 jsou tu udržovány dieselové stroje řad 721, 770 a 771 v úpravě na rozchod 1 520 mm, které se používají především na pracovní vlaky při opravách trati nebo k posunu na seřaďovacím nádraží v Hanisce. Na kolový soustruh nebo zvážení sem taktéž čas od času přijíždí lokomotivy depa Čierna nad Tisou.[zdroj?]

## Galerie

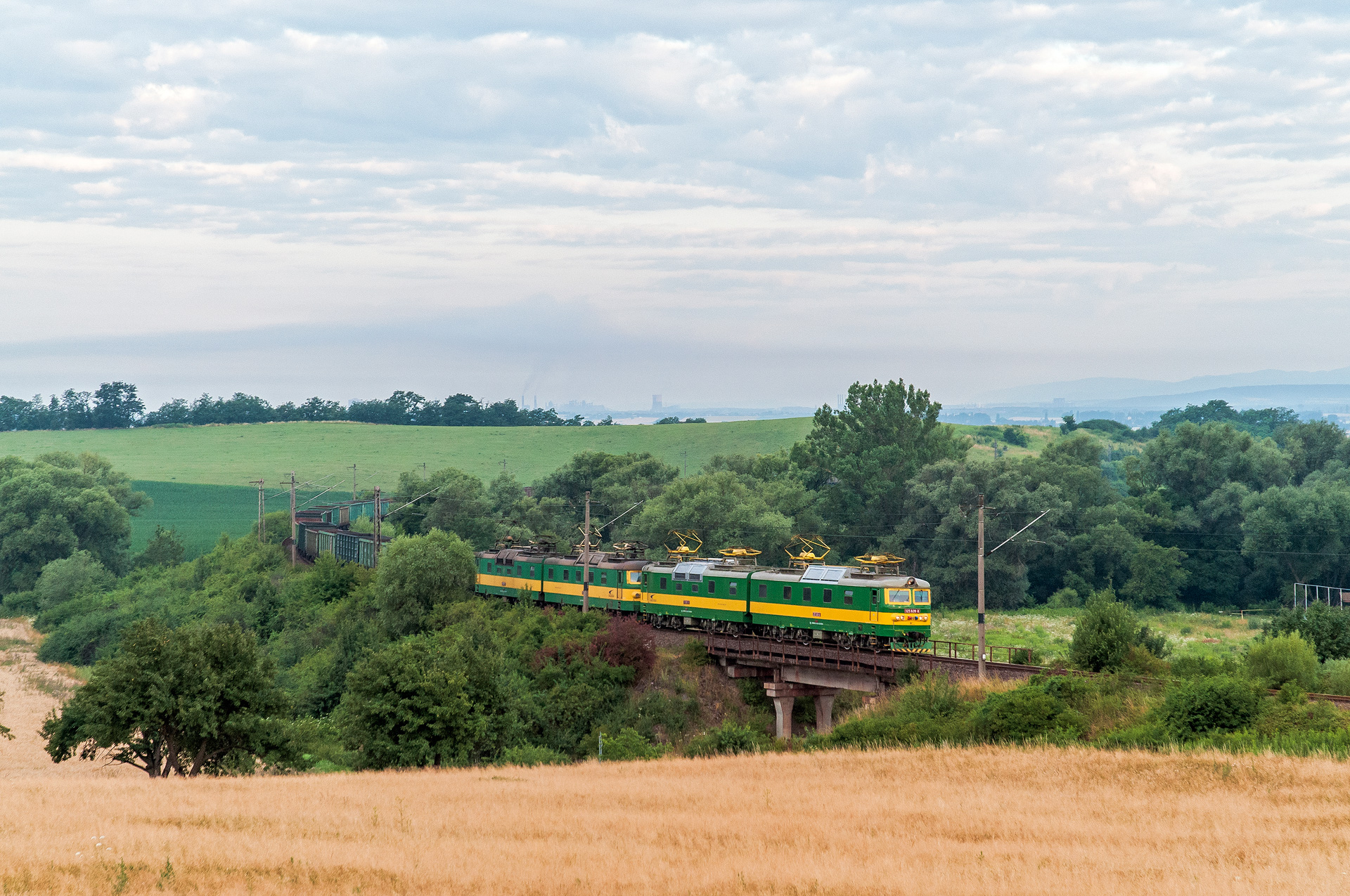
Prázdný vlak směřující na Ukrajinu, vedený lokomotivami řady 125.8
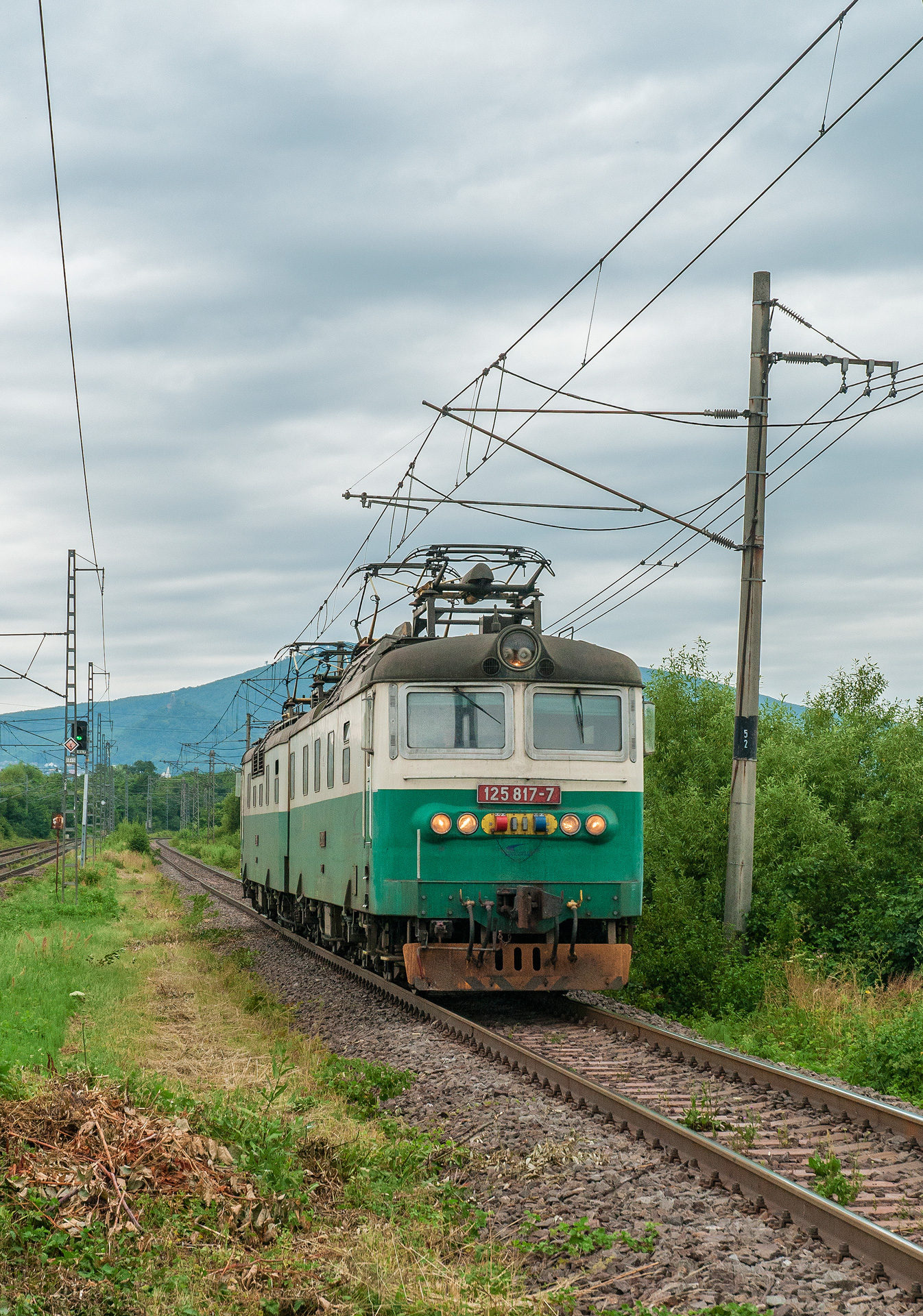
Širokorozchodná lokomotiva 125.817/818 při návratu od postrku rudného vlaku
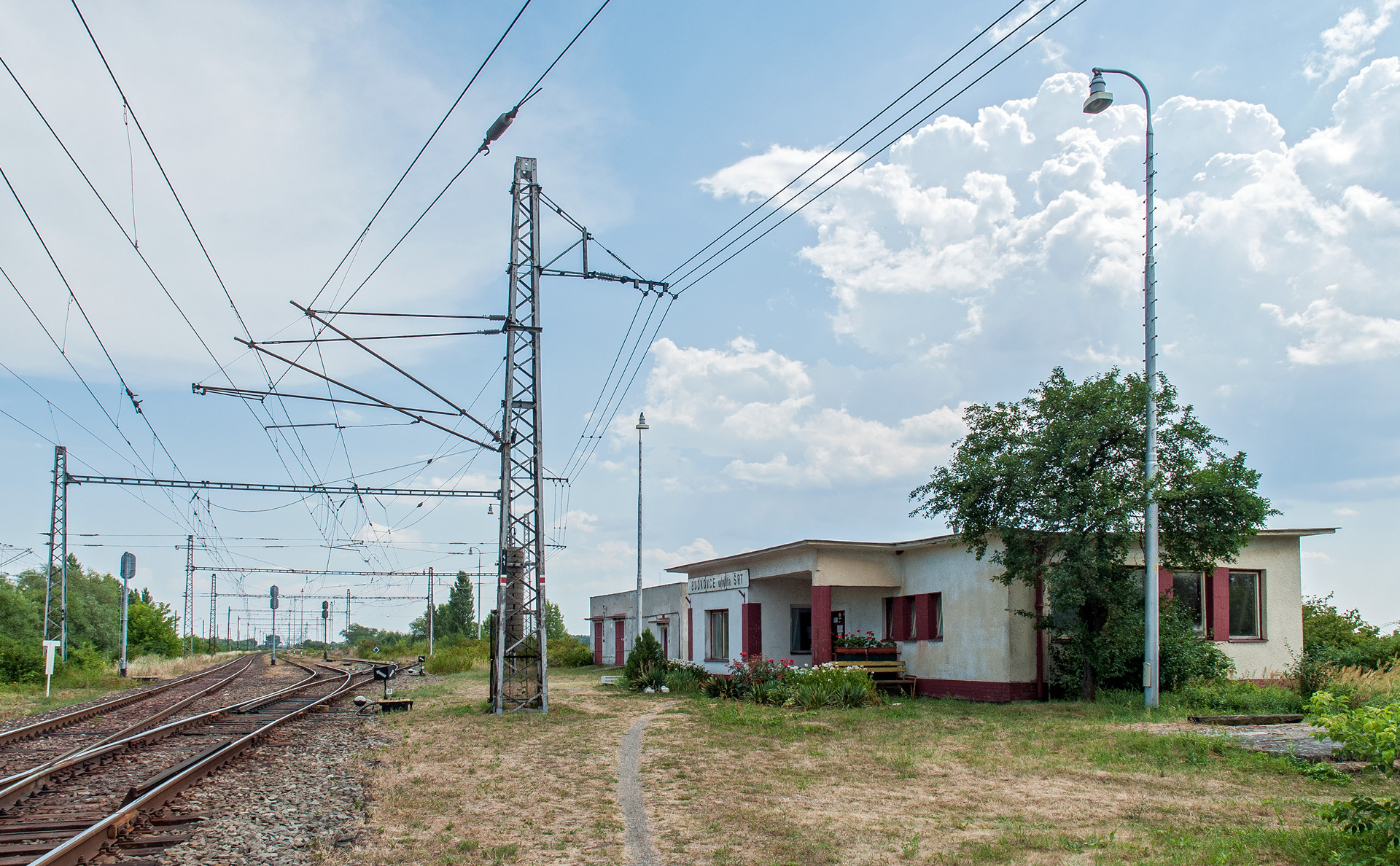
Výhybna Budkovce ŠRT